# Подумци
Подумци су насељено мјесто у Далмацији. Припадају општини Унешић у саставу Шибенско-книнске жупаније, Република Хрватска.

## Географија
Подумци се налазе око 4,5 км западно од Унешића.

## Историја
До територијалне реорганизације у Хрватској насеље се налазило у саставу бивше велике општине Дрниш.

## Становништво
Према попису становништва из 2011. године, насеље Подумци је имало 91 становника.
| Демографија | Демографија | Демографија |
| Година      | Становника  | Становника  |
| ----------- | ----------- | ----------- |
| 1961.       | 212         |             |
| 1971.       | 251         |             |
| 1981.       | 161         |             |
| 1991.       | 173         |             |
| 2001.       | 107         |             |
| 2011.       |             | 91          |